# Alexander A. Vandegrift

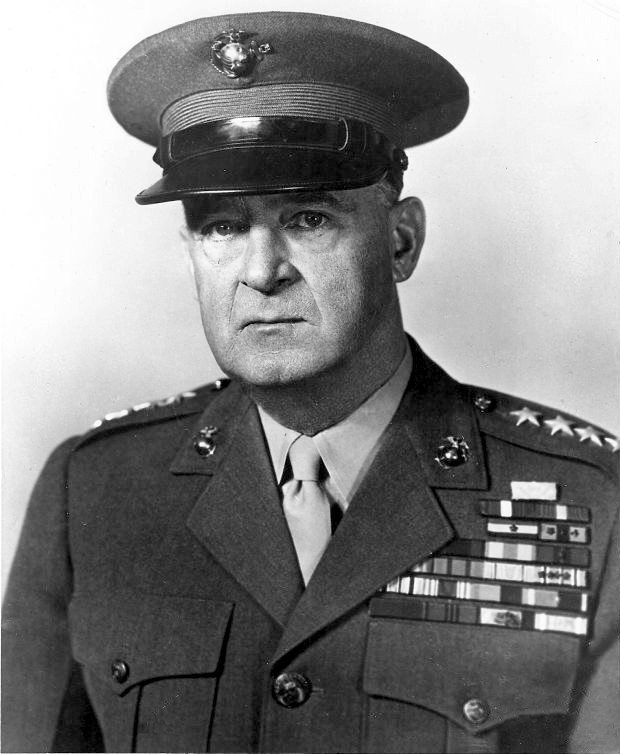
General Alexander A. Vandegrift

Alexander Archer Vandegrift (* 13. März 1887 in Charlottesville, Virginia; † 8. Mai 1973 in Bethesda, Maryland) war ein General des United States Marine Corps. Während des Pazifikkrieges kommandierte er die 1. US-Marineinfanteriedivision in der Schlacht um Guadalcanal. Von 1944 bis 1947 war er der 18. Commandant of the Marine Corps.

## Leben

### Frühe Jahre
Alexander Vandegrift absolvierte einen zweijährigen Kurs an der University of Virginia, bevor er am 22. Januar 1909 im Range eines Second Lieutenant dem Marine Corps beitrat.
Nach einer Zeit an der Marine Officers School in Port Royal, South Carolina, diente Vandegrift in den Marine Barracks von Portsmouth, New Hampshire. Danach wurde er hauptsächlich mit Aufgaben in Zentralamerika und der Karibik betraut. So beteiligte er sich im Oktober 1912 an der Erstürmung der Festung Coyotepe in Nicaragua und zwischen April und November 1914 an der US-amerikanischen Okkupation der mexikanischen Hafenstadt Vera Cruz, als Resultat der Tampico-Affaire.

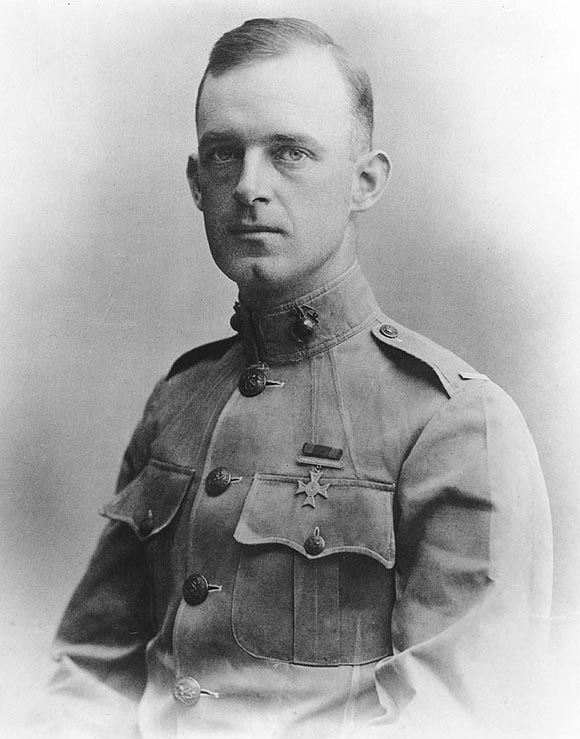
Vandegrift als First Lieutenant

Nach seiner Beförderung zum First Lieutenant im Dezember 1914 besuchte Vandegrift einen Fortgeschrittenenkurs in den Marine Barracks auf dem Philadelphia Navy Yard Pennsylvania. Im Anschluss daran ging er im Rahmen der US-amerikanischen Okkupation mit der 1st Marine Brigade nach Haiti, wo er es bei den Ortschaften Le Trou and Fort Capois hauptsächlich mit bewaffneten Banditen zu tun hatte. Im August 1916 wurde er zum Captain befördert und sogleich der Militärpolizei in der haitianischen Hauptstadt Port-au-Prince zugeteilt. Nach einem Aufenthalt in den Vereinigten Staaten zwischen Dezember 1918 und Juli 1919 kehrte Vandegrift nach Haiti zurück, wo er mit der Gendarmerie d’Haiti zusammenarbeitete.

### 1920er – 1930er
Im Juni 1920 wurde er zum Major befördert. Sein langjähriger Dienst auf Haiti endete im April 1923, als er den Marine Barracks auf der Marine Corps Base Quantico, Virginia, zugewiesen wurde. Nach einem Offizierskurs an der Marine Corps School im Mai 1926 wurde er nach Kalifornien auf das Marine Corps Recruit Depot San Diego versetzt, wo er als stellvertretender Stabschef diente.
Im Februar 1927 wurde er in das Hauptquartier der 3rd Marine Brigade nach Tianjin, China, versetzt, wo er u. a. für die Ausbildung zuständig war. Anderthalb Jahre später verließ Vandegrift Asien in Richtung Washington, D.C., wo er stellvertretender Chefkoordinator im Büro für Finanzen wurde. Danach wurde Vandegrift nach Quantico, Virginia, berufen, um dort das Amt des stellvertretenden Stabschefs der Fleet Marine Force (FMF) zu übernehmen. In diese Zeit fiel auch seine Beförderung zum Lieutenant Colonel im Juni 1934. Ab Juni 1935 war er Kommandeur der US-Marine-Corps-Sicherheitswache in der US-amerikanischen Botschaft in Peking. Hier wurde er im September 1936 zum Colonel befördert wurde.
Im Juni des folgenden Jahres wurde Colonel Vandegrift in das Hauptquartier des US Marine Corps nach Washington berufen, wo er ein Berater von Thomas Holcomb, dem damaligen Commandant of the Marine Corps, wurde. Im März 1940 wurde er stellvertretender Oberbefehlshaber des USMC und zum Brigadier General befördert. Aufgrund des drohenden Kriegseintritts der USA wurde Vandegrift im November 1941 der aus der 1. Marinebrigade entstandenen 1. US-Marineinfanteriedivision zugeteilt.

### Zweiter Weltkrieg

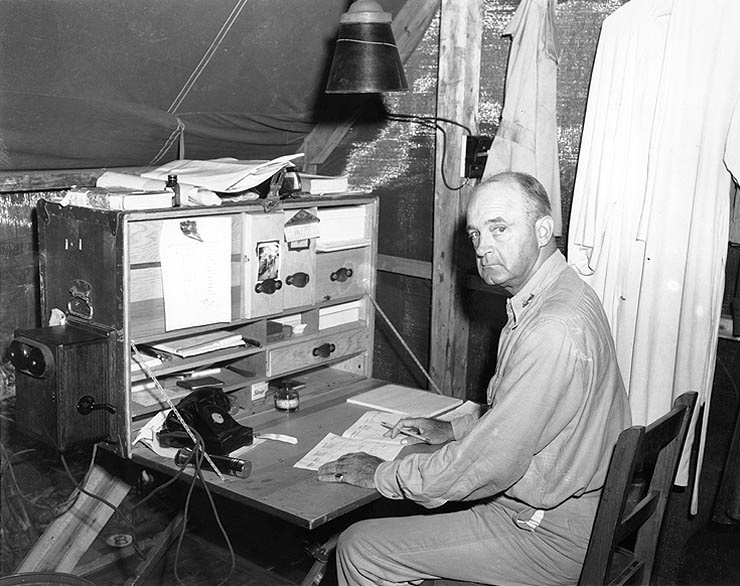
MajGen Vandegrift in seinem Kommandozelt auf Guadalcanal, 1942

Im März 1942 wurde er zum Major General befördert und mit der Division in den Südwestpazifik verlegt, deren Kommandant er im Mai werden sollte. Am 7. August eröffnete Vandegrifts Marinedivision die alliierte Offensive gegen das japanische Kaiserreich auf den Salomonen-Inseln Guadalcanal, Tulagi und Gavutu. Für den Einsatz auf den Salomonen-Inseln wurde er zunächst mit dem Navy Cross und später mit der Medal of Honor ausgezeichnet.
Im Juli 1943 wurde Vandegrift Kommandeur des I. Marine Amphibious Corps und führte dieses während der Schlacht um Bougainville im November desselben Jahres.
Am 1. Januar 1944 wurde Lieutenant General Vandegrift als 18. Commandant of the Marine Corps vereidigt und erreichte am 21. März 1945 als erster Marine den Rang eines Generals.

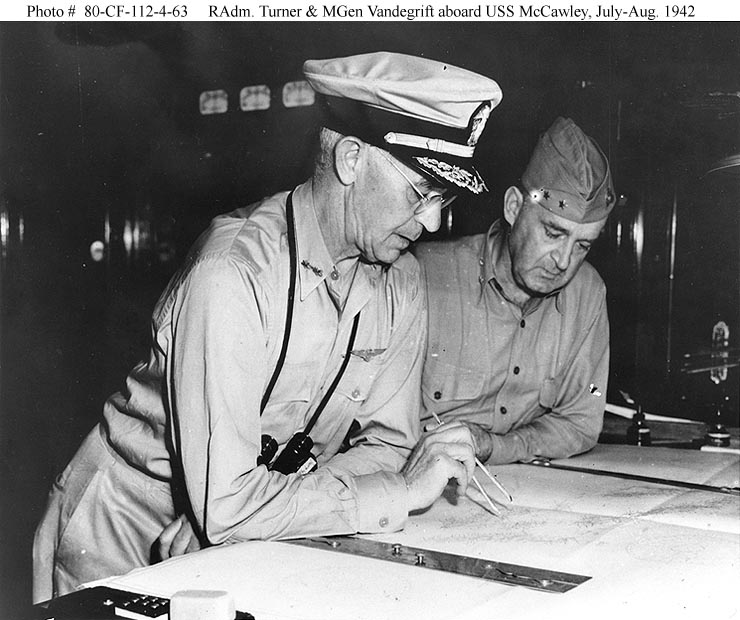
Rear Admiral Richmond Kelly Turner (links) mit General Vandegrift

Während seiner Amtsperiode hatte das Marine Corps mit der US Army
Prestigekämpfe, welche deren Missionen ganz in Anspruch nehmen wollte. Obwohl sich die US Navy mit der misslichen Lage der Marines einsichtig zeigte, war sie bereit, der Schwächung des US Marine Corps zuzustimmen, um die Übernahme der Marineluftfahrt durch die US Air Force zu verhindern. Die in der Nachkriegszeit aufkommenden Diskussionen über eine Transformation des gesamten US-amerikanischen Verteidigungsapparates öffneten jedoch die Tür für eine Herabsetzung der Missionsrolle des US Marine Corps im Zuge einer möglichen neuen Verteidigungsstruktur. Befürworter waren der damalige US-Präsident Harry S. Truman und der alliierte Oberbefehlshaber in Europa während des Zweiten Weltkrieges, General Dwight D. Eisenhower. In diesem Machtkampf wandte sich das US Marine Corps an den Kongress, wobei es vor einer Beeinträchtigung ziviler Aufsichtsräte im Rahmen des US-Army-Vorschlages warnte. Um die Unterstützung des Kongresses zu bekommen, übergab Vandegrift am 6. Mai 1946 die so genannte „bended knee“-Rede:

The Marine Corps, then, believes that it has earned this right—to have its future decided by the legislative body which created it—nothing more. Sentiment is not a valid consideration in determining questions of national security. We have pride in ourselves and in our past, but we do not rest our case on any presumed ground of gratitude owing us from the Nation. The bended knee is not a tradition of our Corps. If the Marine as a fighting man has not made a case for himself after 170 years of service, he must go. But I think you will agree with me that he has earned the right to depart with dignity and honor, not by subjugation to the status of uselessness and servility planned for him by the War Department. (deutsch: Das Marine Corps ist der Ansicht, dass es dieses Recht verdient hat, dass über seine Zukunft von der gesetzgebenden Körperschaft entschieden wird, die es geschaffen hat – mehr nicht. Gefühle sind keine gültige Überlegung, wenn es um Fragen der nationalen Sicherheit geht. Wir sind stolz auf uns selbst und auf unsere Vergangenheit, aber wir stützen uns nicht auf eine vermeintliche Dankbarkeit der Nation. Das Knie zu beugen ist keine Tradition unseres Korps. Wenn der Marinesoldat als Kämpfer nach 170 Dienstjahren nicht für sich selbst sprechen kann, muss er gehen. Aber ich denke, Sie werden mir zustimmen, dass er sich das Recht verdient hat, mit Würde und Ehre zu gehen, und nicht durch Unterwerfung in den Status der Nutzlosigkeit und Unterwürfigkeit, den das Kriegsministerium für ihn vorgesehen hat.

### Ruhestand
Am 1. Januar 1948 folgte Clifton B. Cates Vandegrift auf den Posten des Kommandanten. Offiziell ging er am 1. April 1949 in den Ruhestand. General Alexander Archer Vandegrift starb nach langer Krankheit am 8. Mai 1973 im National Naval Medical Center in Bethesda (Maryland). Zwei Tage später wurde er auf dem Nationalfriedhof Arlington beigesetzt.
Vandegrift war zweimal verheiratet, zuerst mit Mildred Strode Vandegrift (* 12. März 1886; † 11. Juli 1952) und zuletzt mit Kathryn Henson Vandegrift (* 19. August 1903; † 23. Oktober 1978).
Sein aus erster Ehe stammender Sohn Alexander Archer Vandegrift Jr. (1911–1969), war ein Colonel des US Marine Corps, der während der Schlacht um Iwojima schwer verwundet wurde. Die sterblichen Überreste seiner zwei Ehefrauen sowie die seines Sohnes wurden im gleichen Grab beigesetzt.

## Auszeichnungen

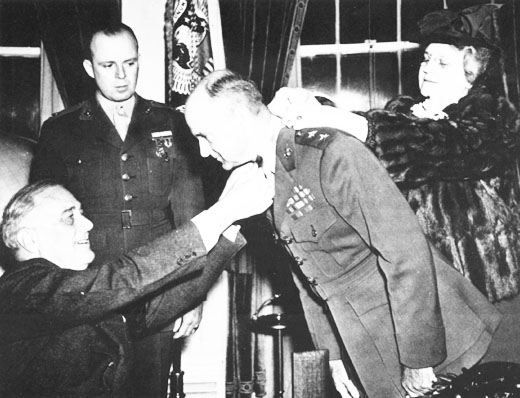
Präsident Franklin D. Roosevelt (links) überreicht General Vandegrift (2. von rechts) die Medal of Honor

Auswahl der Dekorationen, sortiert in Anlehnung der Order of Precedence of the Military Awards:
- Medal of Honor
- Navy Cross
- Navy Distinguished Service Medal
- Navy Unit Commendation
- Großoffizier der französischen Ehrenlegion
- Companion des Order of the Bath
- Knight Kommander des Order of the British Empire
- Großkreuz des Ordens von Oranien-Nassau

Vandegrift erhielt einen Ehrendoktortitel der Militärwissenschaften vom Pennsylvania Military College, sowie der Rechtswissenschaften von den Universitäten Harvard, Colgate, Brown, Columbia, Maryland und des John Marshall Colleges. 1982 wurde die Fregatte Vandegrift der Oliver-Hazard-Perry-Klasse nach ihm benannt.